# Visiones peligrosas
Visiones Peligrosas (Dangerous Visions; ISBN 0-425-06176-0) es una antología de relatos breves de ciencia ficción editada por Harlan Ellison y publicada en 1967.
Fue una recopilación pionera que ayudó a definir el movimiento conocido como New Wave, entrando en temas que eran considerados «tabú» por las revistas de la época, tales como el sexo o las relaciones raciales, y abordándolos desde criterios de expresión literaria más exigentes que los que hasta entonces eran habituales en el género.
La lista de nombres de los autores puede leerse como un «Quién es quién» de la década de 1960 en la ciencia ficción. Ellison presentó la antología tanto colectiva como individualmente, mientras que los autores redactaban en todos los casos los epílogos de sus propias historias.

## Premios y nominaciones

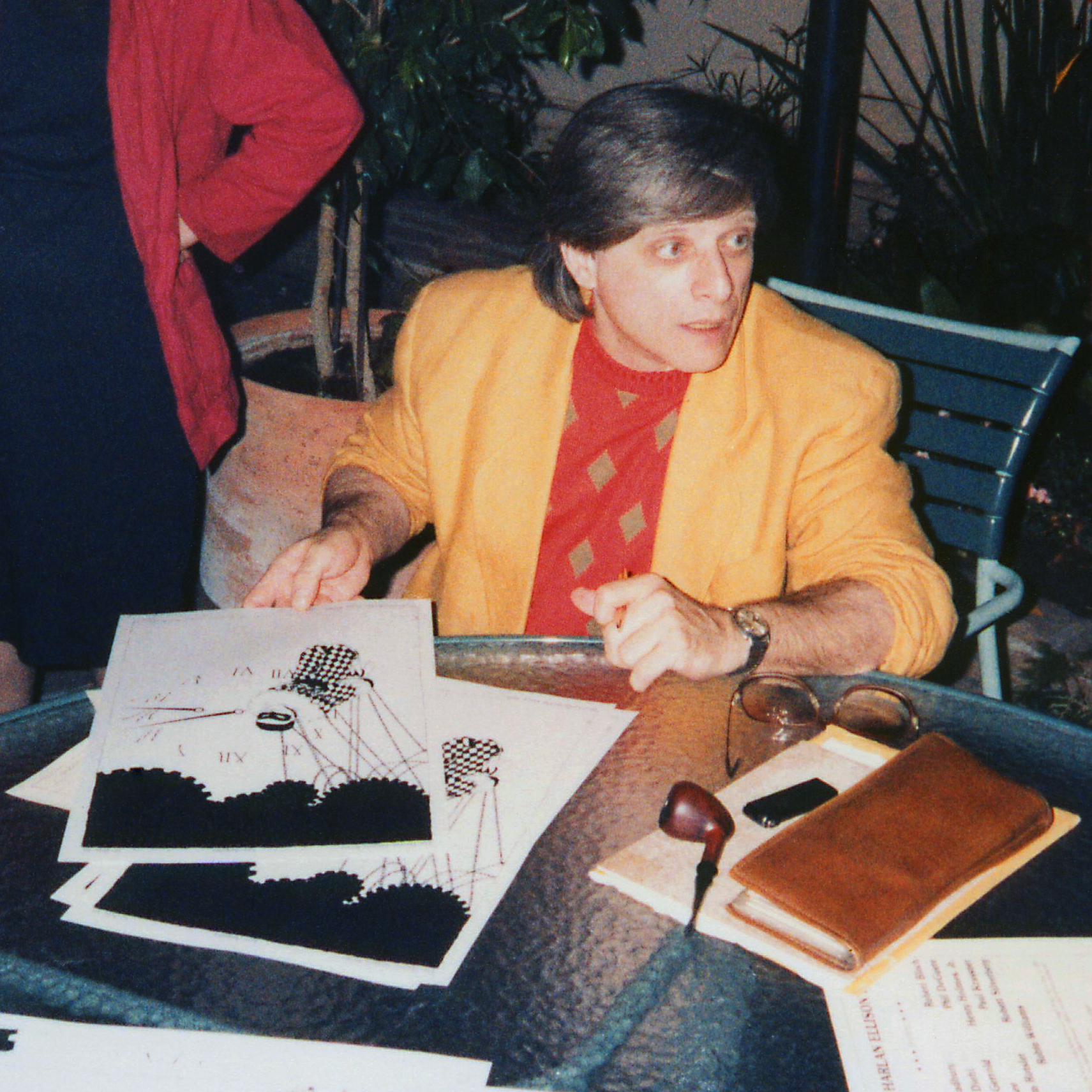
El antologista, Harlan Ellison, en el Club de la Prensa de Los Ángeles. 1986

Tanto las historias individuales como la propia antología recibieron gran cantidad de premios. Voy a probar suerte (Gonna Roll the Bones), de Fritz Leiber, recibió tanto el premio Hugo como el Nébula a la mejor novela corta, mientras que el relato de Philip K. Dick La fe de nuestros padres (Faith of Our Fathers) fue nominado al Hugo en la misma categoría. Philip José Farmer empató para el Hugo a la mejor novela con Jinetes del salario púrpura (Riders of the Purple Wage). Samuel R. Delany ganó el Nébula de relato corto con Por siempre y Gomorra (Aye, and Gomorrah...). Harlan Ellison recibió una mención especial en la 26 ª Convención mundial de ciencia ficción por la edición «del libro de ciencia ficción más significativo y polémico publicado en 1967».

## Secuelas
La antología tuvo una secuela en 1972 titulada «De nuevo, visiones peligrosas» (Again, Dangerous Visions; ISBN 0-575-04144-7), mayor en tamaño y número de autores. No obstante, y pese a tener cierto éxito comercial, ésta nueva edición no alcanzó el impacto de la primera. La tercera antología proyectada, «The Last Dangerous Visions», para la que incluso se habían adquirido ya diversos relatos, es casi una leyenda como el libro inédito más famoso de la ciencia ficción. El autor británico Christopher Priest criticó las prácticas editoriales de Ellison en un artículo ampliamente difundido titulado «El libro en el filo de la eternidad» (The Book on the Edge of Forever) en el que documentaba media docena de casos en los que Ellison prometió que la nueva antología aparecería, a más tardar, en un plazo de un año.

## Contenido
- «Primer prólogo: La Segunda Revolución», por Isaac Asimov.
- «Segundo prólogo: Harlan y yo», por Isaac Asimov.
- «Introducción: Treinta y dos augures», por Harlan Ellison.

- «El canto del crepúsculo» (Evensong), por Lester del Rey.
- «Moscas» (Flies), por Robert Silverberg.
- «El día siguiente a la llegada de los marcianos» (The Day After the Day the Martians Came), por Frederik Pohl.
- «Jinetes del salario púrpura» (Riders of the Purple Wage), por Philip José Farmer.
- «El sistema Malley» (The Malley System), por Miriam Allen deFord.
- «Un juguete para Juliette» (A Toy for Juliette), por Robert Bloch.
- «El merodeador de la ciudad al borde del mundo» (The Prowler in the City at the Edge of the World), por Harlan Ellison.
- «La noche en que todo el tiempo escapó» (The Night That All Time Broke Out), por Brian W. Aldiss.
- «El hombre que fue a la luna... dos veces» (The Man Who Went to the Moon — Twice), por Howard Rodman.
- «La fe de nuestros padres» (Faith of Our Fathers), por Philip K. Dick.
- «El rompecabezas humano» (The Jigsaw Man), por Larry Niven.
- «Voy a probar suerte» (Gonna Roll the Bones), por Fritz Leiber.
- «El señor Randy, mi hijo» (Lord Randy, My Son), por Joe L. Hensley.
- «Eutopia» (Eutopia), por Poul Anderson.
- «Incidente en Moderan» (Incident in Moderan) y «La escapada» (The Escaping), por David R. Bunch.
- «La casa de muñecas» (The Doll-House), por James Cross (pseudónimo).
- «El sexo y/o el señor Morrison» (Sex and/or Mr. Morrison), por Carol Emshwiller.
- «¿Cantará el polvo tus alabanzas?» (Shall the Dust Praise Thee?), por Damon Knight.
- «Si todos los hombres fueran hermanos, ¿dejarías que alguno se casara con tu hermana?» (If All Men Were Brothers, Would You Let One Marry Your Sister?), por Theodore Sturgeon.
- «¿Qué le ocurrió a Auguste Clarot?» (What Happened to Auguste Clarot?), por Larry Eisenberg.
- «Ersatz» (Ersatz), por Henry Slesar.
- «Corre, corre, corre, dijo el pájaro» (Go, Go, Go, Said the Bird), por Sonya Dorman.
- «La raza feliz» (The Happy Breed), por John Sladek.
- «Encuentro con un rústico» (Encounter with a Hick), por Jonathan Brand.
- «Desde la imprenta oficial del gobierno» (From the Government Printing Office), por Kris Neville.
- «La región de los grandes caballos» (Land of the Great Horses), por R. A. Lafferty.
- «El reconocimiento» (The Recognition), por J. G. Ballard.
- «Judas» (Judas), por John Brunner.
- «Prueba para la destrucción» (Test to Destruction), por Keith Laumer.
- «Ángeles del carcinoma» (Carcinoma Angels), por Norman Spinrad.
- «Auto-da-Fe» (Auto-da-Fé), por Roger Zelazny.
- «Por siempre y Gomorra» (Aye, and Gomorrah), por Samuel R. Delany.

Ilustraciones de Leo y Diane Dillon para cada relato.